# Ротшильд, Чарльз
Натаниэль Чарльз Ротшильд (англ. Nathaniel Charles Rothschild; 9 мая 1877 — 12 октября 1923) — английский банкир и энтомолог, представитель династии банкиров и общественных деятелей Ротшильдов.

## Биография
Родился 9 мая 1877 года, был сыном Натана Ротшильда.
В 1907 году женился на венгерской баронессе и спортсменке Розике Эдл (Rozsika Edle Rothschild, Rozsika Edle von Wertheimstein; 1870—1940). Она родилась в местечке Орадя, ранее венгерском, а ныне — румынском городе (венг. Nagyvarad, рум. Oradea), была дочерью отставного армейского офицера, капитана Альфреда фон Вертеймштейна (англ. Captain Alfred Edler von Wertheimstein). Розика была одной из семи его детей и очень красивой женщиной с карими глазами. Она была активной читательницей и ежедневно просматривала венгерские, немецкие, английские и французские газеты, включая все политические статьи в них. Увлекалась спортом, участвовала в теннисном чемпионате Венгрии. После свадьбы супруги жили в Тринге (англ. Tring; графство Хартфордшир) и в Лондоне. У них было четверо детей. Супруги совместно совершали экскурсионные прогулки на природу, в том числе в Карпатские горы, где Чарльз коллекционировал бабочек.
Был партнёром в семейном банке N M Rothschild & Sons и крупным натуралистом, энтомологом, авторитетным специалистом по блохам. В Англии его рассматривают как одного из первых борцов за охрану природы. Им было воссоздано поселение Ashton Wold в графстве Нортгемптоншир.
Во время очередной экспедиции он в 1901 году обнаружил в Египте, впервые для науки описал главного распространителя чумы — крысиную блоху Xenopsylla cheopis Rothschild. Впоследствии им была собрана крупнейшая коллекция блох и других насекомых и основано «Общество Содействия Природным Резервам» (англ. Royal Society for Nature Conservation).
Страдая от энцефалита, 12 октября 1923 года Чарльз Ротшилд в возрасте 46 лет совершил самоубийство.

### Дети
- Мириам Луиза Ротшильд (1908—2005), зоолог
- Элизабет Шарлотта Ротшильд[англ.] (1909—1988), известная как Либерти
- Виктор Ротшильд (1910—1990), биолог
- Кэтлин Энни Панноника Ротшильд[англ.] (1913—1988), известная как Ника, (в замужестве баронесса Кёнигсвартер), энтузиастка и любительница Бибоп-джаза и покровительница джазовых музыкантов Телониуса Монка и Чарли Паркера

## Статьи
Список некоторых публикаций:
- Rothschild, N. C.(1900), Notes on Pulex avium Taschb. Novitates Zoologicae 7(3): 539—543.
- Rothschild, N. C.(1903), Types of Siphonaptera in the Daleian Collection. Entomologist’s Monthly Magazine 39: 144—146.
- Rothschild, N. C.(1903), Ceratophyllus fringillae, Walker. Entomologist’s Record 15(12): 308—309.
- Rothschild, N. C.(1905), Occurrence of Pulex cheopis, Rothsch., at Plymouth. Entomologist’s Monthly Magazine 41(493): 139.
- Rothschild, N. C.(1905), A new British flea: Ceratophyllus farreni, spec. nov. Entomologist’s Monthly Magazine 41(498): 255—256.
- Rothschild, N. C.(1910), A synopsis of the fleas found on Mus norwegicus decumanus, Mus rattus alexandrinus and Mus musculus. Bulletin of Entomological Research 1: 89-98.
- Jordan, K. & Rothschild, N. C.(1911), Katalog der Siphonapteren des königlichen Zoologischen Museums in Berlin. Novitates Zoologicae 18(1): 57-89.
- Rothschild, N. C.(1911), Xenopsylla cheopis Rothsch. in London. Entomologist’s Monthly Magazine 47(562): 68.
- Rothschild, N. C.(1911), A further note on Xenopsylla cheopis Rothsch. Entomologist’s Monthly Magazine 47(564): 113.
- Rothschild, N. C.(1915), A synopsis of the British Siphonaptera. Entomologist’s Monthly Magazine 51(610): 49-112.
- Rothschild, N. C.(1916), The occurrence of Xenopsylla cheopis Roths. in Bristol. Entomologist’s Monthly Magazine 52(631): 279.